# Theke

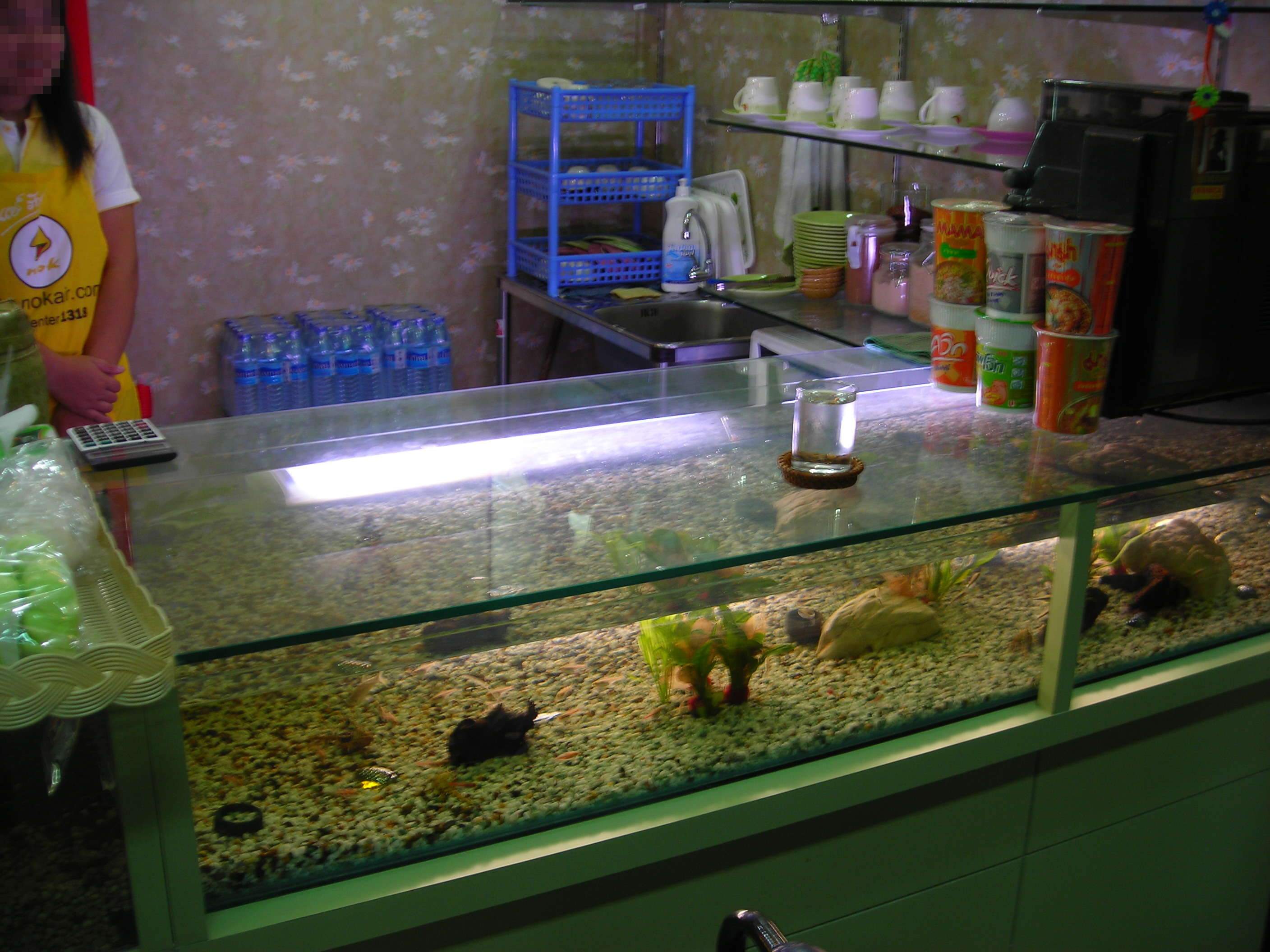
Theke eines Schnellimbisses mit integrierten Aquarium

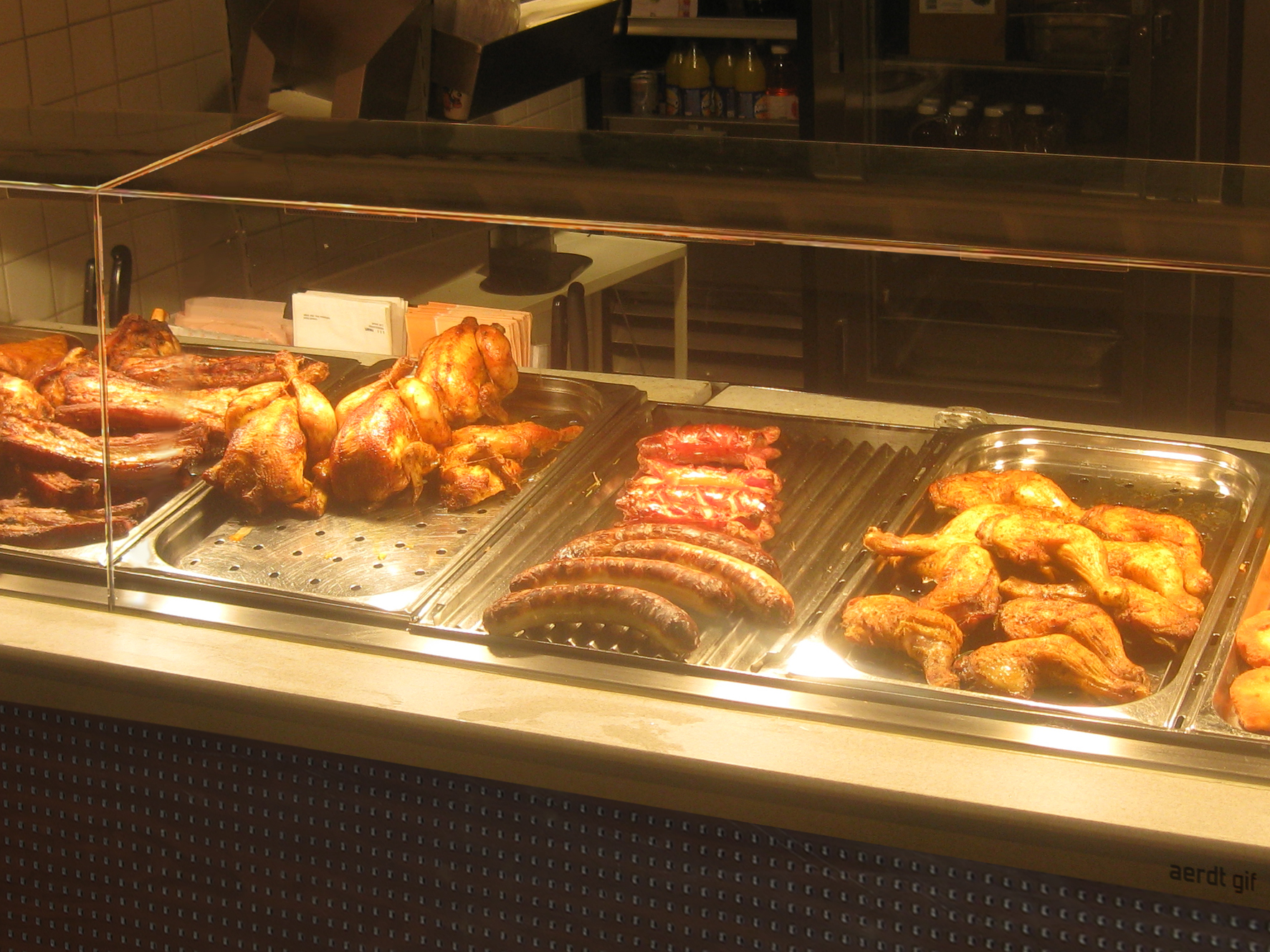
Eine „heiße Theke“ in einer Fleischerei

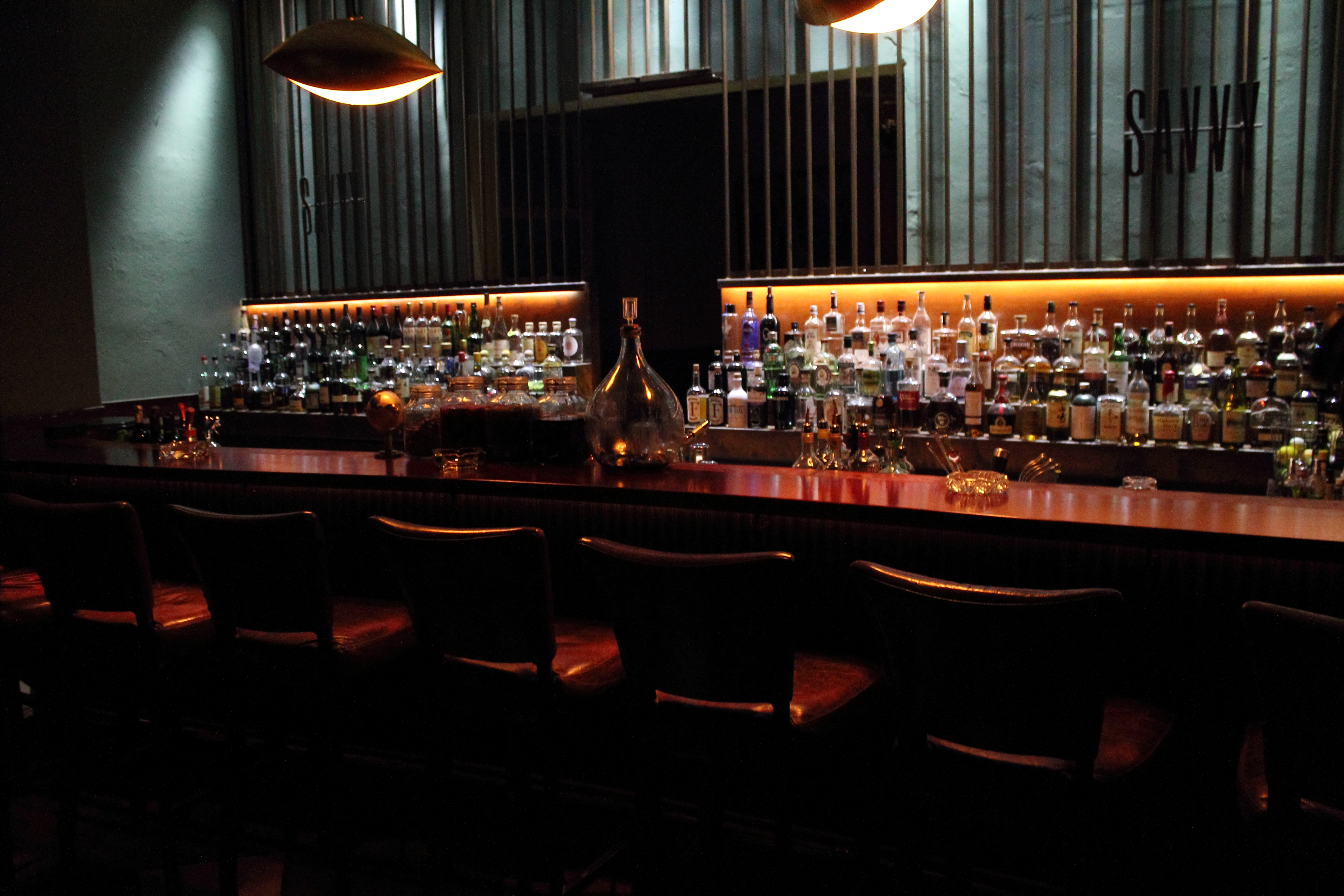
Theke („Bar“) mit Barhockern in einer Cocktailbar

Als Theke (griechisch θήκη thēkē, lateinisch thēca ‚Behältnis‘, ‚Kiste‘) wird die tischähnliche Trennung zwischen Personal und Kunden in Gaststätten (auch: Tresen, Bar, Schank[tisch]) oder Ladenlokalen (auch: Tresen, Ladentisch, Ladentheke) bezeichnet, an der die Warenübergabe und die Bezahlung erfolgt.
In Kneipen und Gaststätten dient die Theke zum Ausschank von Getränken. Ein anderes Wort für Theke in diesem Sinn ist Bar, von altfranzösisch barre ‚Abtrennung‘. Diese Bedeutung ist metonymisch auch auf das gesamte Lokal übergegangen, worin der Ursprung für das Wort Bar liegt. Man kann sich also nicht nur in einer Bar befinden, sondern dort auch gleichzeitig als Gast an der Bar (= auf Barhockern direkt an der Theke) sitzen oder hinter der Bar (oder „am Brett“) als Barkeeper arbeiten.
Das griechische thēkē erscheint auch als Wortbestandteil -thek(e) in einigen Bezeichnungen für öffentliche und private Einrichtungen, in denen etwas aufbewahrt wird, z. B. Bibliothek, Diskothek, Videothek, Apotheke. Vergleichbar sind Wortbildungen mit -bank, z. B. Datenbank, Blutbank, Genbank.